# The Hearts of Age
The Hearts of Age (traducido al español como Corazones del tiempo) es un cortometraje mudo experimental estadounidense de 1934 dirigido por Orson Welles a sus 19 años junto a su amigo de la secundaria William Vance. Filmado en 16 mm en el campus de la Escuela Todd y alrededores de Woodstock, Illinois, el corto es protagonizado por Welles, su primera esposa Virginia Nicolson, Vance, Edgerton Paul y Blackie O'Neal.
En una entrevista con Peter Bogdanovich años después, Welles afirmaría que:

No es nada en absoluto. Absolutamente nada. Era una broma. Quería hacer una parodia de la primera película de Jean Cocteau [La sangre de un poeta]. Eso fue todo. Lo grabamos en dos horas, por diversión, un domingo por la tarde. No tiene ningún tipo de significado.